# Like a Feather
Like a Feather è un EP della cantante Nikka Costa, pubblicato dalla Virgin e dalla Cheeba Sound Records nel 2000.

## Tracce
1. Like a Feather (Album Version) – 3:54
2. Like a Feather (Instrumental) – 3:54
3. Like a Feather (Call Out Hook) – 0:18